# Gurumayi
Swami Chidvilasananda (nascida Malti Shetty, 24 de Junho de 1955 em Mumbai, Índia) é a actual guru da linhagem (parampara) de Siddha Yoga, estabelecida por Swami Muktananda. 

## Biografia
Os pais de Malti Shetty, donos de um restaurante, eram devotos seguidores de Swami Muktananda (1908-1982), um guru indiano, mestre de kundalini yoga, discípulo do grande adepto Bhagavan Nityananda (1897-1961), de Ganeshpuri. Desde cedo que a jovem Malti estabeleceu contacto com o seu futuro guru. Depois de ter sido iniciada na meditação, alguns anos mais tarde, Muktananda designou-a como sua intérprete, levando-a consigo pelas inúmeras digressões mundiais que fez a partir dos anos de 1970.
Em Maio de 1982, Malti Shetty recebeu o título de swami e o nome monástico Chidvilasananda, ao ser iniciada como uma sannyasin na ordem Saraswati, tendo feito voto de pobreza, castidade e obediência. Nessa ocasião, Muktananda formalmente designou-a e ao seu irmão, Subhash Shetty, que então recebeu o nome de Swami Nityananda, como seus sucessores dirigentes da SYDA (Siddha Yoga Dham Association). Os dois irmãos, espiritualmente imaturos, verdade se diga, foram uma terceira escolha, já que outros dois swamis, mais idosos e experientes, que Muktananda contactara, haviam declinado os convites. Muktananda, diabético e com um historial de problemas cardiovasculares, morreria de ataque cardíaco em Outubro de 1982, aos 74 anos. Em 1985, os irmãos desentenderam-se, acabando Swami Nityananda por ser agredido e expulso da organização, acusado pela irmã de ter namoradas. Nityananda, hostilizado, viria a criar a sua própria seita, Shanti Mandir.
Chidvilasananda, habitualmente conhecida por Gurumayi, depois de alguns anos de grande actividade pública e orientadora de intensivos de meditação, na Índia, Ásia, Europa e Américas, tem-se mantido reclusa e fora da vida pública, sobretudo depois da publicação na imprensa americana de alguns artigos polémicos acerca da organização e de alguns dos seus dirigentes.